# (119067) 2001 KP76
2001 كي بي 76 (ويعرف أيضًا باسم (119067) 2001 كي بي 76 وفق تسمية الكوكب الصغير) (بالإنجليزية: 2001 KP76)‏ هو كويكب ضمن حزام الكويكبات؛ وترتيبه 119067 من حيث الاكتشاف.
اكتُشف هذا الجُرم الفلكي بواسطة مارك ويليام بوي في 23 مايو 2001.

## وصلات خارجية
- (119067) 2001 KP76 في قاعدة بيانات مختبر الدفع النفاث لأجرام النظام الشمسي الصغيرة

- الاكتشاف · مخطط المدار ·  العناصر المدارية · المعلمات المادية

- (119067) 2001 KP76 على موقع ويكي سكاي: DSS2, SDSS, GALEX, IRAS, Hydrogen α, X-Ray, Astrophoto, Sky Map, Articles and images